# Ламарк, Максимилиан
Жан Максимильян Ламарк (фр. Jean Maximilien Lamarque; 1770—1832) — французский военный деятель, дивизионный генерал (1807 год), барон (1810 год), участник революционных и наполеоновских войн. Имя генерала выбито на Триумфальной арке в Париже.

## Биография

### Происхождение
Родился в очень богатой семье адвоката в парламенте и королевского прокурора при сенешале Сен-Севера Пьера Жозефа Ламарка (фр. Pierre Joseph Lamarque; 1733—1802) и его супруги Марии Дюффо (фр. Marie Ursule Duffau; 1747—1813). В начале Революции его отец был избран депутатом Генеральных штатов от третьего сословия, принял присягу в Зале для игры в мяч и был членом Учредительного собрания. Максимильен Ламарк блестяще учился в коллеже ордена Якобинцев в родном Сен-Севере. В марте 1790 года он покинул родной город, чтобы присоединиться к своему отцу в Париже и завершить учёбу, пройдя, среди прочего, курсы Шапталя, Лагарпа и Шамфора. Ламарк лихорадочно включился в политическую жизнь столицы.

### Служба в Революционной армии
20 января 1792 года вступил гренадером в 4-й батальон волонтёров Ланд, принимал участие в подавлении Вандейского восстания. 3 апреля 1793 года был избран лейтенантом. Служил в Армии Западных Пиренеев. 13 мая 1793 года избран капитаном роты гренадеров. Состоял в адской колонне Латур д’Оверня. Под его командованием, в частности, батальон волонтёров разграбил и поджёг собор в Вабре, выломав при этом мраморный алтарь, дабы изготовить из него памятник и саркофаг для Марата. В бою 6 февраля 1794 года был дважды ранен. 2 апреля 1794 года стал помощником полковника штаба Армии Западных Пиренеев. Отличился 24 июля 1794 года, когда с относительно небольшим отрядом сумел защитить укрепление Фонтараби против 1700 повстанцев. Получил право доставит в Конвент отнятые у врага флаги, и был провозглашён «заслужившим благо отечества». 11 августа 1794 года стал командиром батальона штаба. 14 мая 1795 года Ламарк был произведён в полковники штаба. 3 октября 1796 года переведён в 11-й военный округ. 20 апреля 1797 года зачислен в дивизию Сен-Сюзанна в Рейнской армии.
14 сентября 1797 года в Байонне женился на Луизе Куртьё (фр. Louise Wilhelmine Elisabeth Courtiau; ок.1773—1799), от которой имел сына.
27 ноября 1798 года переведён в Английскую армию. 17 декабря 1799 года вернулся в Рейнскую, и был зачислен в штаб этой армии. Участвовал во всех ключевых сражениях кампании 1800 года: 3 мая при Энгене, 5 мая при Мескирхе, 9 мая при Биберахе, 19 июня при Хёхштадте.

### Бригадный генерал
За отличие при Гогенлиндене по представлению генерала Моро был произведён 6 марта 1801 года первым консулом Бонапартом в бригадные генералы. 12 марта 1801 года был зачислен в наблюдательный корпус Жиронды. 26 октября 1801 года командовал экспедиционными войсками, проходящими обучение в Кадисе. 14 декабря корпус был расформирован. С 2 января 1802 года без служебного назначения. 19 марта 1802 года был зачислен в 11-й военный округ.
29 августа 1803 года возглавил бригаду в пехотной дивизии Карра-Сен-Сира в Байоннском лагере. В апреле 1804 года переведён с дивизией в Брест. 29 августа 1805 года дивизия стала частью 7-го армейского корпуса маршала Ожеро Великой Армии. В Австрийской кампании 1805 года Ламарк командовал 2-й бригадой, состоящей из 44-го и 105-го линейных полков. С началом боевых действий, дивизия выдвинулась к местам будущих боевых действий. 11 октября 1805 года достигла Рейна. Наполеон поставил перед маршалом Ожеро задачу сосредоточить свой корпус в районе Фрибура, и отрезать возможное отступление эрцгерцога Фердинанда в Швейцарию. 25 октября дивизия выдвинулась к Кемптену, и к середине ноября достигла реки Инн. 13 ноября, после длительных маршей, прибыла в Тироль, где в Дорнбирне укрылся фельдмаршал Елачич, ранее вырвавшийся из под Ульма. Австрийцы были настолько деморализованы, что не пытались ни сопротивляться, ни отступать. 14 ноября они подписали капитуляцию, которую французский маршал Ожеро утвердил на следующий день. Согласно этой капитуляции 4058 австрийских солдат (фельдмаршал Елачич, три генерала, 160 офицеров и 3895 солдат) сложили оружие и знамёна (всего семь знамён) и под конвоем французских войск были препровождены до богемской границы. Далее они были отпущены на свободу при условии, что в течение года не будут участвовать в боевых действиях ни против Франции, ни против Итальянского королевства. Успешные действия корпуса были отмечены в 30-м бюллетене Великой Армии. 26 декабря Наполеон отправил 7-й корпус в Швабию в качестве резерва. 27 декабря дивизия расквартировалась в Дармштадте. 28 января 1806 года был получен новый приказ Императора: оккупировать Франкфурт-на-Майне, и освободить Дармштадт для дивизии Дюпона.

### Кампании в Неаполе и Италии
8 февраля 1806 года Ламарка перевели в Неаполитанскую армию. После занятия Неаполя французскими войсками под командованием Жозефа Бонапарта и провозглашения последнего неаполитанским королём, Ламарк боролся против Фра-Дьяволо. С 12 июня 1806 года участвовал в осаде Гаэты под началом генерала Гарданна. 1 сентября 1806 года захватил Камероту. Разгромил англичан у мыса Лисерса. 15 апреля 1807 года Жозеф назначает Ламарка своим начальником штаба вместо генерала Бертье.
6 декабря 1807 года Ламарк был произведён в дивизионные генералы. 5 октября 1808 года организовал захват острова Капри в Неаполитанском заливе, где находился английский гарнизон во главе с губернатором Гудсоном Лоу (будущим тюремщиком Наполеона). Остров был укреплён от природы, будучи окружён отвесными скалами, и защищался гарнизоном с сильной артиллерией. Высадившись, Ламарк приказал отправить обратно корабли, чтобы у солдат не возникало и мысли о возможности бегства, и начал во главе солдат подниматься вверх на скалы. В штыковом бою французы разгромили гарнизон, который капитулировал 17 октября и был отпущен Ламарком, однако без оружия и знамён.
17 февраля 1809 года Ламарк присоединился к Итальянской армии вице-короля Богарне. 22 апреля возглавил новую 2-ю пехотную дивизию в Кальдьеро в составе правого корпуса Макдональда. 5 мая дивизия участвовала в переправе через Бренту. 8 мая подошла к Пьяве. Дивизия Ламарка переправилась через реку у брода Ловадина вслед за авангардом и дивизией Бруссье: уровень воды прибывал с каждой минутой; генерал Ламарк для облегчения перехода посадил в воду 100 пловцов. Переправа заняла два часа. Полки, прибыв на другой берег, расположились в боевом порядке левее дивизии Бруссье, в 200 метрах перед рекой. Противник, удивлённый смелостью этого перехода, противодействовал ему лишь кавалерийскими атаками, которые наш авангард и кавалерия сдерживали; он выдвинул свою армию, находившуюся между Конельяно и Пьяве, и выстроил её в боевой порядок за крутыми дамбами; но, видя, что его левый фланг разбит корпусом Гренье, он не выдержал лобовой атаки и отступил. Генерал Ламарк, преследуя австрийцев, был встречен отрядом пехоты, стоявшим у мельницы Кампана; он атаковал его на полной скорости, но вскоре был остановлен глубоким рвом и превосходящими силами. Он немедленно двинул свою артиллерию вперёд и приказал новую атаку, что принесло успех. К сожалению, наличие многочисленных рвов помешало ему развернуться, и ему пришлось отойти на 700-800 метров вправо, чтобы соединиться с дивизией Бруссье. Было 8:30 вечера, противник, обстрелянный батареей из 24 орудий и атакованный двумя дивизиями драгун, под покровом темноты начал отходить в сторону Сачиле; его преследовали французские войска, которые расположились на биваке в миле от Конельяно. Столь уверенная победа стоила армии всего лишь сотни убитых и 600 раненых. В последующие дни дивизия продолжила преследование последовательно за Ливенцей и Тальяменто. 12 числа, по прибытии в Удине, генерал Макдональд получил приказ переправиться через Изонцо справа от армии, чтобы привлечь внимание австрийцев к этому направлению и соединить свою операции с Армией Далмации генерала Мармона. Дивизия Ламарка форсировала Изонцо утром 15-го числа и заняла позицию у Гориции. В последующие дни она двинулась на Хайденшафт, Подвейль, Подераи. 16 мая сражалась у Превальда. 18 мая Ламарк подошёл к Лайбаху, где противник устроил укреплённый лагерь. 22 мая Лайбах капитулировал, в руки французов попали 4000 пленных и 62 орудия. 23-го генералу Макдональду, чтобы сохранить связь с Армией Далмации, пришлось двинуться на Марбург, а оттуда на Грац, куда он прибыл 30-го. Австрийский командующий вступил в переговоры, уступив город французам и отошёл в замок, который тут же был осаждён. 8 июня Макдональд получил приказ войти с дивизией Ламарка в Венгрию, следовать за ретроградным движением эрцгерцога Иоганна и присоединиться к Итальянской армии, в то время как дивизия Бруссье продолжила осаду Граца. 14 июня дивизия в 3 часа дня прибыла на поле битвы при Раабе, и не смогла принять участие в этой блестящей победе. 16 июня Макдональд закрепился возле Коморна и оставался там до 27. 28 июня он двинулся в направлении Рааба для преследования генерала Шателера, когда Итальянская армия получила приказ вернуться в Швехат 4 июля и присоединиться к Армии Германии Наполеона.
В ночь с 4 на 5 июля дивизия вошла на остров Лобау. 5 июля, около 8 часов утра, все дивизии Итальянской армии начали форсировать последний рукав Дуная. Как только они сформировались на противоположном берегу, они получили приказ двинуться на равнину Мархфельдта и следовать за движением маршала Даву. В половине седьмого вечера Богарне отдал приказ генералу Макдональду атаковать и ликвидировать вместе с дивизией Ламарка позиции противника на высотах между деревнями Баумерсдорф и Дойч-Ваграм. Движение Ламарка поддерживали две дивизии центрального корпуса. Эти высоты были усеяны и защищались многочисленной пехотой. Крутой канал, параллельный Рюссбаху, глубиной 2 метра и шириной 4 метра, прикрывал переднюю часть этой позиции. К атаке были подготовлены 7 батальонов дивизии Ламарка; 4 остались в резерве. Подойдя к каналу, французы оказались под смертоносным ружейным и картечным огнём, однако, смогли захватить позицию и обратили врага в бегство. Затем генерал опёрся на деревню Баумерсдорф и предпринял атаку по всему фронту позиции, которая увенчалась успехом. Генерал Макдональд энергично преследовал беглецов. Австрийцам подошла помощь, и они образовали каре. Макдональд немедленно призвал свой резерв и атаковал вражеские каре. Вся линия следовала импульсу, данному дивизией Ламарка; несколько австрийских каре бросили оружие. Французы собрали от 2 до 3 тысяч пленных и 5 флагов. Та же участь должна была постичь и другие каре противника, когда в тылу у французов началась сильная пальба. Причиной тому, жуткая неразбериха, когда французы перепутали саксонцев из 9-го корпуса Бернадотта с австрийцами, и открыли по ним огонь. Те ответили. Вскоре на помощь саксонцам пришла кавалерийская дивизия Саюка, что привело дивизии Макдональда в полное расстройство. Генералы тщетно пытались отозвать свои полки, они были вынуждены бросить пленных, а 5 гренадеров, несущих столько же вражеских флагов, были убиты. Французам удалось спасти только один флаг. Войска Итальянской армии с наступлением ночи расположились за каналом, где оставались до рассвета.
6 июля дивизия Ламарка участвовала в новой атаке на центр австрийских позиций. Генерал Макдональд развернул 8 батальонов дивизий Бруссье и Ламарка в две линии, остальные плотными колоннами на флангах. Вскоре девять огромных масс пехоты и кавалерии, защищённые 100 пушками, стреляющими картечью, двинулись на его армейский корпус. Под этим смертоносным огнём генерал Макдональд поспешил выстроить каре. Раскатистый ружейный огонь французов отбросил противника; все австрийцы справа и слева в беспорядке отступили. Но численность корпуса генерала Макдональда сократилась до менее чем 1500 человек, и он срочно послал за подкреплением к Богарне. Получив подкрепление, вскоре возобновил наступление на деревне Зюссенбрюнн. Противник не удержал деревню и продолжал отходить к Герасдорфу, заранее подготовленному к длительной обороне. Макдональд, не отвечая на стрельбу, продолжал подниматься, чтобы обойти Герасдорф, и противник, заметив его замысел, поспешно эвакуировал его. Дивизии Макдональда заняли позиции у деревни Герасдорф, где расположились биваком. В ходе сражения под генералом Ламарком были убиты 4 лошади. 7 июля Армия Германии на рассвете пересекла лагерь генерала Макдональда, чтобы двинуться по дороге в Моравию. Император отправился туда в 8 часов утра, остановился перед дивизиями этого корпуса и сказал воинам: «Вы храбрые люди, вы все овеяны славой». Заняв позицию в Штамерсдорфе, Итальянская армия 10 июля продолжила поход. 14 числа в дивизии узнали о заключении перемирия в Цнайме. 10 августа генерал Ламарк стал начальником штаба 2-го армейского корпуса маршала Удино Армии Германии.

### Служба в тылу
24 августа 1809 года получил должность командира 2-й дивизии Национальной гвардии в Антверпене во Фландрии. С 5 сентября командир 4-й пехотной дивизии Северной армии Рампона. С 20 января по 5 апреля 1810 года командовал дивизией Национальной гвардии в Армии Брабанта маршала Удино. 15 марта 1810 года был назначен начальником штаба Каталонской армии. 25 апреля 1810 года вновь вернулся в Италию, и стал начальником штаба Армии Неаполя короля Мюрата. Служил в Калабрии. 19 апреля 1811 года прибыл в Пьяченцу в ожидании новых приказов.

### Кампания в Испании
28 июня 1811 году был отправлен в Испанию и сменил генерала Бараге д’Илье в должности губернатора Верхней Каталонии. 21 января 1812 года захватил Ордалский перевал. 24 января 1812 года вместе с генералом Матьё сражался при Альтафулье, где разгромил войска под командованием барона де Эролеса. 2 ноября одержал победу при Аметте. 18 ноября был при Каса Массана. 23 июня 1813 года одержал победу при Баноласе. 15 августа под началом маршала Сюше взорвал укрепления Таррагоны при отступлении французов.

### «Сто дней»
После первого отречения Наполеона присягнул Бурбонам, и с 1 мая 1814 года оставался без служебного назначения. С началом «Ста дней» вновь встаёт под знамёна Наполеона. 28 марта 1815 года возглавил 7-ю пехотную дивизию под началом Рея в Северной армии. 25 мая стал командующим Луарской армии и 12-го, 13-го и 22-го военных округов. Был отправлен командовать войсками против повстанцев в Вандею, где ему противостояли идейный роялист Ларошжаклен и предатель генерал Канюэль.  По оценке Наполеона, в Вандее Ламарк «творил чудеса и превзошёл все мои ожидания». 20 июня он сумел разгромить повстанцев при Рошсервьере и 26 июня достичь мирного соглашения с ними в Шоле, причём вожди вандейцев даже пообещали встать под начальство Ламарка в случае, если иностранные державы попытаются расчленить Францию.

### Второе отречение Наполеона. Политическая карьера
После второго отречения Наполеона, 24 июля 1815 года был внесён в списки подлежащих аресту. 31 июля снят со своего поста. 17 января 1816 года бежал из Франции в Брюссель, затем в Амстердам, где занимался переводом поэм Оссиана, которые издал со своими комментариями. Вернулся в результате амнистии 20 октября 1818 года. С 23 декабря 1818 года без служебного назначения. Отправился жить в родной город Сен-Север. На протяжении многих лет пытался избраться в депутаты от департамента Ланды, но постоянно терпел неудачу. Наконец, 22 декабря 1828 года одержал победу на выборах. Ламарк являлся членом левой фракции в парламенте и занимал умеренно республиканскую позицию. 23 июня 1830 года автоматически был отправлен в отставку министерством Полиньяка, и переизбран в тот же день. Максимильен пользовался большой популярностью как за своё военное прошлое, так и за свою принципиальность, выделявшую его на фоне целого ряда бывших маршалов Наполеона. Ламарк презирал Бурбонов и во время Реставрации втайне мечтал о возрождении империи под властью римского короля (сына Наполеона).

После Июльской революции был назначен Луи-Филиппом в августе 1830 года старшим командующим 4-го, 10-го, 11-го, 12-го и 20-го военных округов. 19 октября 1830 года возглавил 4-й, 11-й и 12-й округа. Продолжал находиться в оппозиции: требовал воссоединения Бельгии с Францией, отмены договоров 1815 года и воссоздания Польши. Был одним из лидеров демократической оппозиции против Луи-Филиппа. С 1 апреля 1831 года без служебного назначения. 23 июня 1831 года вышел в отставку с военной службы. В 1831 году, наряду с Лафайетом и Могеном, был одним из главных агитаторов за вооружённое выступление против России для помощи восставшей Польше.
Генерал умер от холеры 1 июня 1832 года в Париже. Его похороны послужили поводом к июньскому восстанию республиканцев 5-6 июня 1832 года, описанному, в частности, в романе Виктора Гюго «Отверженные».
Наполеон впоследствии называл Ламарка в числе генералов, которым он намеревался даровать маршальский жезл.

## Воинские звания
- Гренадер (20 января 1792 года);
- Лейтенант (3 апреля 1793 года);
- Капитан (13 мая 1793 года);
- Командир батальона штаба (11 августа 1794 года);
- Полковник штаба (14 мая 1795 года);
- Бригадный генерал (6 марта 1801 года);
- Дивизионный генерал (6 декабря 1807 года).

## Титулы
- Барон Ламарк и Империи (фр. baron Lamarque et de l'Empire; декрет от 15 августа 1809 года, патент подтверждён 4 июня 1810 года в Сен-Клу)[5][6].

## Награды
Легионер ордена Почётного легиона (11 декабря 1803 года)
 Коммандан ордена Почётного легиона (14 июня 1804 года)
 Высший сановник королевского ордена Обеих Сицилий (19 мая 1808 года)
 Великий офицер ордена Почётного легиона (21 июля 1809 года)
 Кавалер военного ордена Святого Людовика (27 июня 1814 года)
 Большой крест ордена Почётного легион (23 июня 1831 года)